# Barbara Kostrzewska (lekkoatletka)
Barbara Kostrzewska (ur. 27 marca 1998) – polska lekkoatletka specjalizująca się w wielobojach.
Brązowa medalistka mistrzostw Polski w siedmioboju (Włocławek 2020) rozegranym w Łodzi. Dwukrotna Młodzieżowa wicemistrzyni Polski (Łódź 2020 i Kraków 2019).